# Rudi (Soroca)
Rudi ist ein Ort im Norden des Rajons Soroca in der Republik Moldau. Im Osten Rudis liegt die im Fluss Dnister verlaufende Grenze zur Ukraine, im Westen die Straße R9.

## Sehenswürdigkeiten

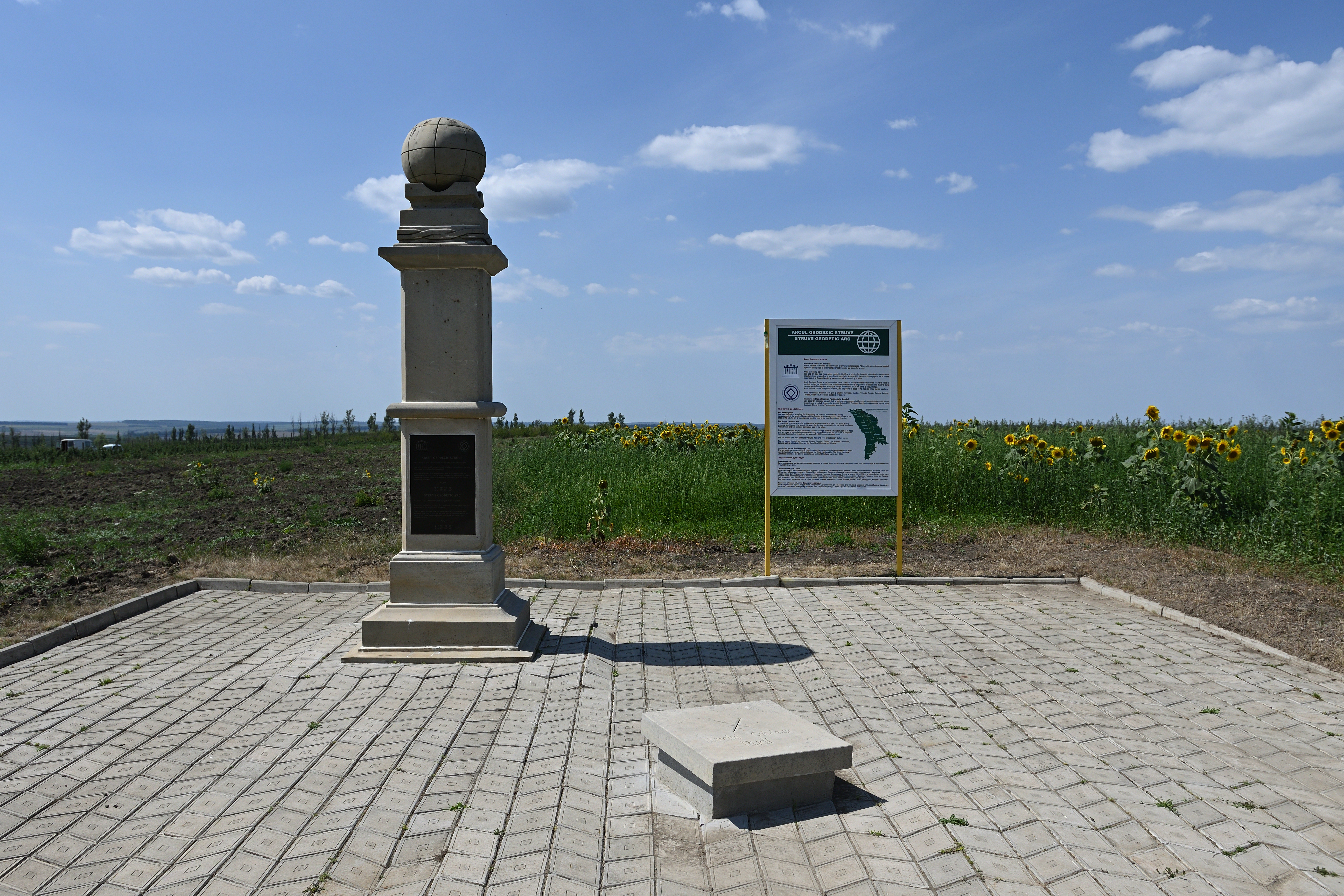
Areal um den Messpunkt Rudy

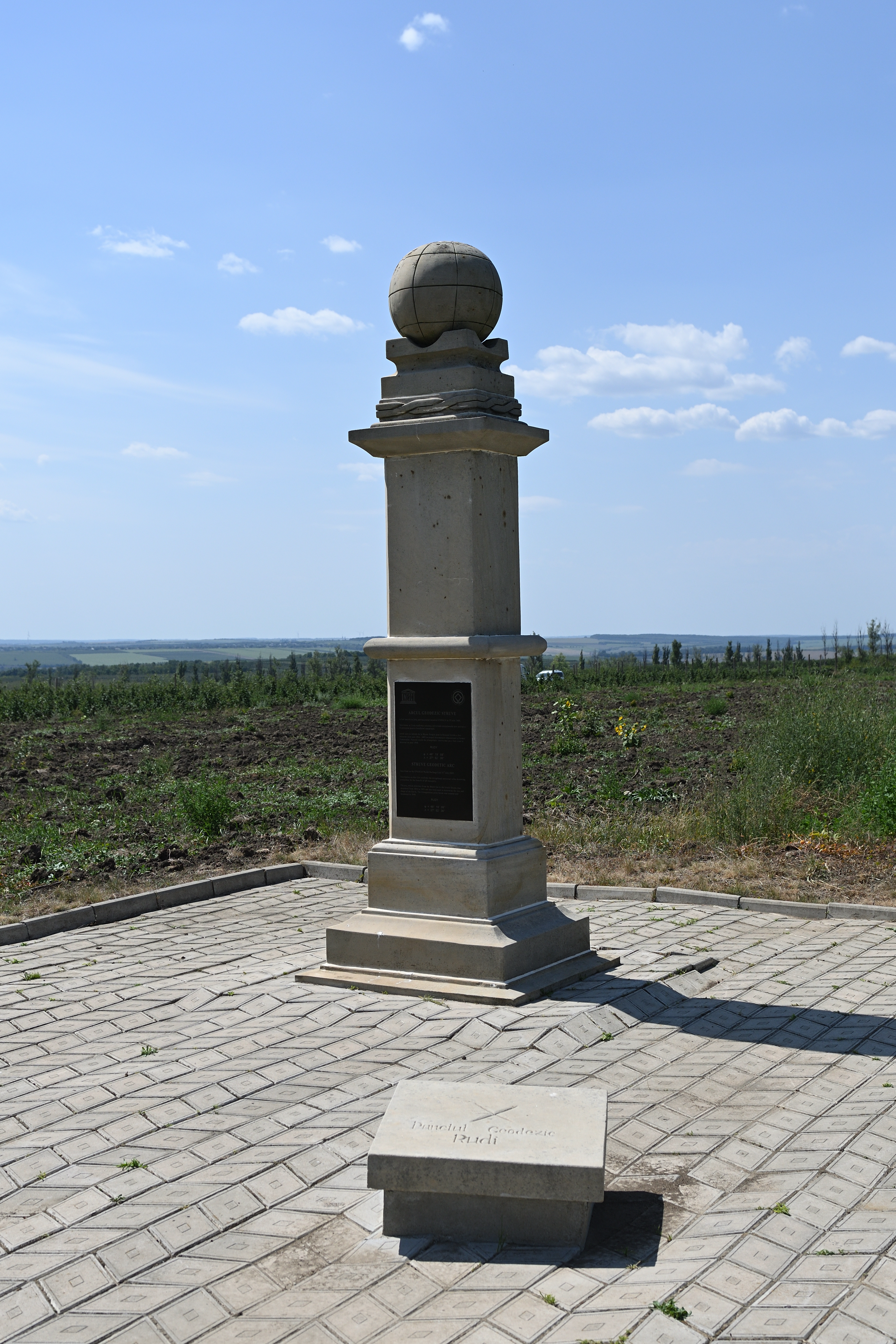
Denkmal im August 2024

### Struve-Bogen
Der geodätische Messpunkt Rudy (48° 19′ 8″ N, 27° 52′ 36″ O) wurde von September bis Oktober 1847 als Teil des Struve-Bogens von Carl Friedrich Tenner eingerichtet. Dieser Meridianbogen war eine Kette von 265 Messpunkten, die von Fuglenes (Norwegen) bis nach Stara Nekrassiwka (Ukraine) reichte. Mit seiner Hilfe wurde die Erdabplattung vermessen. Der Messpunkt selber wurde mit der Hilfe eines in einen Hügel (⌀ 2,5 m) eingelassenen Backsteinquaders mit (Höhe 1 m, Breite und Höhe je 40 cm) eingerichtet.
Der Messpunkt Rudy wurde 2005 als einer von insgesamt 34 Messpunkten des Struve-Bogens in die UNESCO-Liste des Weltkulturerbes der Menschheit aufgenommen. Der Struve-Bogen ist derzeit (2021) das einzige Weltkulturerbe in der Republik Moldau und enthält Messpunkte in insgesamt zehn Ländern. Die Kernzone des Welterbes um den Messpunkt Rudy umfasst einen Kreis (⌀ 5,4 m) um den Messpunkt. Die Pufferzone entspricht einem Kreis mit ⌀ 35,7 m um den Messpunkt.
Heute befindet sich der Messpunkt westlich der Straße R9 auf einem Acker, ist frei zugänglich und steht unter Denkmalschutz. Auf einer gepflasterten Fläche befindet sich ein Gedenkstein, der mittels eines eingeritzten Kreuzes die Lage des eigentlichen Messpunkts bezeichnet. Daneben steht ein Obelisk mit einer in rumänischer und englischer Sprache gehaltenen Inschrift, sowie eine Informationstafel in Rumänisch, Englisch und Russisch.
Eine Münze sowie eine Briefmarke der Republik Moldau haben den Struve-Bogen bzw. den Messpunkt Rudy zum Thema.

### Kloster

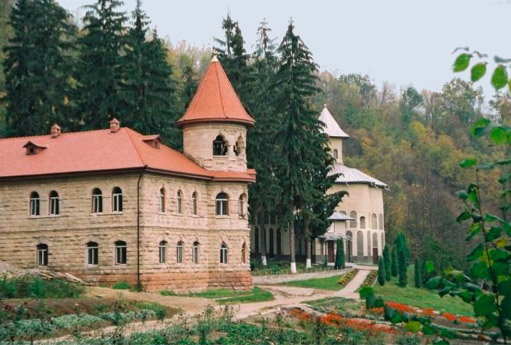
Kloster Rudi

Nördlich der Ortschaft liegt das Kloster Rudi (rumänisch Manastirea Rudi) mit der Dreifaltigkeitskirche (1777). Zwei Briefmarken (1941, 1996) zeigen das Kloster.